# 계엄

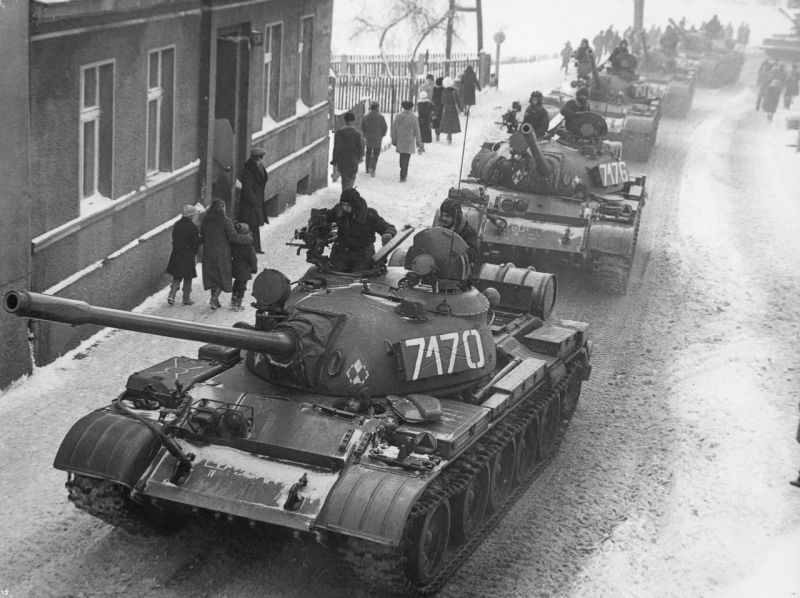
1981년 폴란드에서 보이치에흐 야루젤스키 장군에 의해서 발생한 계엄령 당시 진입하는 T-55 전차

계엄(戒嚴, 영어: Martial law)은 전시, 사변 또는 이에 준하는 국가비상사태 시 적과 교전 상태에 있거나 사회질서가 극도로 교란되어 행정 및 사법 기능의 수행이 현저히 곤란한 경우에 군사상 필요에 따르거나 공공의 안녕질서를 유지하기 위하여 헌법이 부여한 대통령의 고유 권한으로 현역 장성급 장교 중에서 대통령이 임명한 계엄사령관이 계엄지역의 모든 행정사무와 사법사무를 관장하는 제도를 말한다. 입법권은 쿠데타 등에 의해 정상적인 헌정 질서가 파괴되는 경우 군사 정권에 의해 입법이 행해지는 경우도 예외적으로 있기도 하나, 법령에 근거해 시행되는 정상적인 계엄 시에는 입법권은 국회가 행사한다.
헌법에서 정한 대통령 고유 권한에 대하여 법원은 "대통령의 사면권은 고도의 정치적 결단에 의해 발동되는 행위이고 그 결단을 존중할 필요성이 있는 행위라는 의미에서 이른 바 통치행위에 속한다"고 판단하여 원칙적으로 사법 심사권을 인정하지 않으나 계엄에 관하여는 5·17 쿠데타를 통해 사법 심사권을 인정하여 2024년 대한민국 비상계엄에서 윤석열이 탄핵심판에서 파면되고 법원이 발부한 영장에 의하여 구속되었다.

## 용어
'계엄'이라는 말 자체는 중국 고문헌에서는 《삼국지》, 《구당서》 등에서 나오며, 한국측에서는 《고려사》에서 자주 보인다.

## 법
① 대통령은 전시·사변 또는 이에 준하는 국가비상사태에 있어서 병력으로써 군사상의 필요에 응하거나 공공의 안녕질서를 유지할 필요가 있을 때에는 법률이 정하는 바에 의하여 계엄을 선포할 수 있다.
② 계엄은 비상계엄과 경비계엄으로 한다.
③ 비상계엄이 선포된 때에는 법률이 정하는 바에 의하여 영장제도, 언론·출판·집회·결사의 자유, 정부나 법원의 권한에 관하여 특별한 조치를 할 수 있다.
④ 계엄을 선포한 때에는 대통령은 지체없이 국회에 통고하여야 한다.

⑤ 국회가 재적의원 과반수의 찬성으로 계엄의 해제를 요구한 때에는 대통령은 이를 해제하여야 한다.— 대한민국 헌법 제77조

이 법은 계엄(戒嚴)의 선포와 그 시행 및 해제 등에 필요한 사항을 정함을 목적으로 한다.— 계엄법 제1조(목적)

① 계엄은 비상계엄과 경비계엄으로 구분한다.
② 비상계엄은 대통령이 전시ㆍ사변 또는 이에 준하는 국가비상사태 시 적과 교전(交戰) 상태에 있거나 사회질서가 극도로 교란(攪亂)되어 행정 및 사법(司法) 기능의 수행이 현저히 곤란한 경우에 군사상 필요에 따르거나 공공의 안녕질서를 유지하기 위하여 선포한다.
③ 경비계엄은 대통령이 전시ㆍ사변 또는 이에 준하는 국가비상사태 시 사회질서가 교란되어 일반 행정기관만으로는 치안을 확보할 수 없는 경우에 공공의 안녕질서를 유지하기 위하여 선포한다.
④ 대통령은 계엄의 종류, 시행지역 또는 계엄사령관을 변경할 수 있다.
⑤ 대통령이 계엄을 선포하거나 변경하고자 할 때에는 국무회의의 심의를 거쳐야 한다.

⑥ 국방부장관 또는 행정안전부장관은 제2항 또는 제3항에 해당하는 사유가 발생한 경우에는 국무총리를 거쳐 대통령에게 계엄의 선포를 건의할 수 있다.— 계엄법 제2조(계엄의 종류와 선포 등)

계엄법 위반에 대한 벌칙은 제14조에서 정한다.

제14조(벌칙) ① 거짓이나 그 밖의 부정한 방법으로 이 법에 따른 보상금을 받은 자 또는 그 사실을 알면서 보상금을 지급한 자는 5년 이하의 징역 또는 3천만원 이하의 벌금에 처한다. 다만, 해당 보상금의 3배의 금액이 3천만원을 초과할 때에는 그 초과 금액까지 벌금을 과(科)할 수 있다.
 ② 제8조제1항에 따른 계엄사령관의 지시나 제9조제1항 또는 제2항에 따른 계엄사령관의 조치에 따르지 아니하거나 이를 위반한 자는 3년 이하의 징역에 처한다.
 ③ 제11조의2를 위반하여 국회의원 및 국회 소속 공무원의 국회 경내 출입 및 회의를 방해한 자는 5년 이하의 징역이나 금고에 처한다. <신설 2025. 7. 22.>
 ④ 제13조의2를 위반하여 국회 경내에 출입한 자는 3년 이하의 징역이나 금고 또는 1천만원 이하의 벌금에 처한다. <신설 2025. 7. 22.>
 ⑤ 제1항 및 제4항에 규정된 죄의 미수범은 처벌한다. <개정 2025. 7. 22.>
 ⑥ 제1항의 징역형과 벌금형은 병과(倂科)할 수 있다. <개정 2025. 7. 22.>
  [전문개정 2011. 6. 9.]

윤석열 대통령이 비상 계엄을 선포할 때 계엄군이 국회에 출입하거나 국회의원 등의 출입 방해에 대하여 제재하는 규정이 없었으나 2025년 7월 22일 시행된 개정 법률에서 제11조의2(국회의원 등의 국회 출입 및 회의 방해 금지)와 제13조의2(국회 출입 금지)가 신설되었다.

## 군사독재와 연결
많은 경우의 계엄령 선포는 군사독재로 이어졌으며, 이는 1973년 칠레 쿠데타, 미얀마 내전, 더러운 전쟁, 과거 튀르키예의 케난 에브렌, 오늘날 태국의 쁘라윳 짠오차 등이 계엄령을 선포하고 군사 독재를 유지한 적이 있다.

## 사례

### 대한민국
대한민국 헌법하에서는 대통령이 계엄선포권을 가지고 있으며 계엄법을 두어 계엄 선포의 주체, 권한, 방법, 계엄사령관의 임무 등을 규정하고 있다. 1948년 10월 21일, 여수·순천 사건으로 발효된 계엄령이 최초이며 독재 정권에 의해 정권 장악 및 유지의 수단으로 악용되었다. 특히 광주민주화운동 기간에 내려진 계엄령은 전두환을 중심으로 한 신군부의 내란 행위를 통한 정권 탈취에 반대하는 세력을 탄압하기 위해 악용되었다. 대한민국에서 내려진 주요 계엄령 기간은 아래와 같다.
| 종류     | 선포일           | 해제일           | 선포지역 | 명분                                       | 명칭                     |
| -------- | ---------------- | ---------------- | --- | ------------------------------------------ | ------------------------ |
| 합위지경 | 1948년 10월 21일 | 1949년 2월 5일   | 여수, 순천 | 여수·순천 사건                             |                          |
| 합위지경 | 1948년 11월 17일 | 1948년 12월 31일 | 제주 | 제주 4·3 사건                              |                          |
| 비상계엄 | 1950년 7월 8일   | 1950년 12월 6일  | 전라남도, 전라북도를 제외한 전국→전국→제주를 제외하고 38도선 이북 지역을 포함하는 전국                                                                                                | 6.25 전쟁                                  |                          |
| 경비계엄 | 1950년 11월 10일 | 1950년 12월 6일  | 38도선 이북 지역 | 6.25 전쟁                                  |                          |
| 비상계엄 | 1950년 12월 7일  | 1951년 4월 7일   | 25개 지구를 제외한 전국 | 6.25 전쟁                                  |                          |
| 경비계엄 | 1951년 3월 23일  | 1952년 4월 7일   | 전국→제주를 제외한 전국→38개 지구를 제외한 전국→6개 지구→서울, 경기, 강원→15개 지구→15개 지구→24개 지구→24개 지구→15개 지구→20개 지구→4개 지구→27개 지구→28개 지구→4개 지구→28개 지구 | 6.25 전쟁                                  |                          |
| 비상계엄 | 1951년 12월 1일  | 1952년 4월 7일   | 62개 지구→65개 지구→29개 지구→39개 지구→36개 지구→1개 지구 | 6.25 전쟁                                  |                          |
| 비상계엄 | 1952년 5월 25일  | 1952년 7월 28일  | 부산, 경상남도, 전라남도 일부, 전라북도 일부 | 남도부 부대 등의 공비소탕                  | 부산 정치 파동           |
| 경비계엄 | 1960년 4월 19일  | 1960년 4월 19일  | 서울, 부산, 대구, 광주, 대전 | 4·19 혁명                                  |                          |
| 비상계엄 | 1960년 4월 19일  | 1960년 6월 7일   | 서울, 부산, 대구, 광주, 대전→서울→서울, 부산, 대구, 광주, 대전→서울, 부산, 대구, 광주, 대전, 마산                                                                                     | 4·19 혁명                                  |                          |
| 비상계엄 | 1961년 5월 16일  | 1962년 5월 27일  | 전국 |                                            | 5·16 군사 정변           |
| 경비계엄 | 1961년 5월 27일  | 1962년 12월 5일  | 전국 |                                            | 5·16 군사 정변           |
| 비상계엄 | 1964년 6월 3일   | 1964년 7월 29일  | 서울 | 6·3 항쟁                                   |                          |
| 비상계엄 | 1972년 10월 17일 | 1972년 12월 13일 | 전국 | 10월 유신                                  |                          |
| 비상계엄 | 1979년 10월 18일 | 1979년 10월 27일 | 부산 | 부마민주항쟁                               |                          |
| 비상계엄 | 1979년 10월 27일 | 1981년 1월 24일  | 제주를 제외한 전국→전국 | 10·26 사건                                 | 5·17 쿠데타              |
| 비상계엄 | 2024년 12월 3일  | 2024년 12월 4일  | 전국 | 종북·반국가 세력 척결과 자유 헌정질서 수호 | 2024년 대한민국 비상계엄 |

### 대한민국의 전국 비상계엄

#### 해방
일제가 패망하고 미군에 의해 해방이 되고, 더글러스 맥아더 미육군 원수(5성장군)는 남한 전역에 비상계엄령을 선포하고, 일본의 헌법, 법률을 모조리 정지시켰다. 미육군 소장인 군정장관(military governor, 군인인 총독을 의미한다.)이 입법권, 행정권, 사법권을 단독행사하였다. 군정장관이 단독으로 입법한 선거법으로 5·10 총선을 치러 제헌국회를 구성했다. 재조선미육군사령부군정청 참조.

#### 5.16 군사정변
1961년 5월 16일 박정희 당시 육군 소장은 5·16 군사정변을 일으켜 권력을 장악, 대한민국 전역에 비상계엄령을 선포하고, 헌법을 정지시켰다. 자신이 군정장관(military governor)이 되어 입법권, 행정권, 사법권을 모두 단독으로 행사했다. 박정희 장군이 단독으로 헌법개정안을 작성해, 국민투표에 회부하여 통과시켰다.

#### 10월 유신
1972년 10월 17일 박정희 대통령은 대한민국 전역에 비상계엄령을 선포하고, 헌법을 정지시켰다. 자신이 군정장관(military governor)이 되어 입법권, 행정권, 사법권을 모두 단독으로 행사했다. 10.17 비상조치라고 한다. 단독으로 헌법개정안을 작성해, 국민투표에 회부하여, 통과시켰다. 유신헌법이라고 한다.

#### 5·17 쿠데타
1979년 12·12 쿠데타로 권력을 장악한 전두환은 1980년 5월 17일 전국 비상계엄을 선포해, 헌법을 일방적으로 정지시키고, 자신이 군정장관으로서 입법권, 행정권, 사법권을 단독으로 행사했다. 5·17 쿠데타 참조. 역시 단독으로 헌법개정안을 작성해, 국민투표에 회부하여 통과시켰다.

### 기타 국가
- 오스트레일리아: 1804년 3월 4일 케슬힐 죄수 반란사건 시기에 계엄령을 선포하였다.
- 캐나다: 제1차 세계대전 기간 중이었던 1917년과 제2차 세계대전 기간 중이었던 1944년에 전시조치법이 시행되었다. 1988년 국가비상사태법이 전시조치법을 대체하였다.
- 이집트: 1967년 제2차 중동전쟁 이래 지속적으로 계엄령이 시행되고 있으며, 그 동안에 계엄령이 해제된 기간은 1980년의 18개월간이 전부였다. 이집트 혁명으로 해제되었다.
- 프랑스: 프랑스 헌법 제 16조에 근거한 국가비상사태법을 두고 있다.
- 인도: 1962년 중인국경분쟁과 1965년, 1971년 인도 파키스탄 전쟁 당시 계엄령을 선포하였다.
- 미국: 제 2차 세계대전 기간 중이었던 1941년부터 1945년까지 하와이주에 계엄이 선포되었다.
- 일본: 1905년 히비야 방화 사건(포츠머스 조약 반대 폭동), 1923년 간토 대지진, 1936년 2·26 사건 당시 계엄령을 선포하였다.
  - 히비야 방화 사건에 의한 계엄령: 1905년 9월 6일 선포, 11월 29일 해제
  - 간토 대지진에 의한 계엄령: 1923년 9월 2일 선포, 11월 15일 해제
  - 2·26 사건에 의한 계엄령: 1936년 2월 27일 선포, 7월 16일 해제
- 중화민국: 1947년 2.28 사태의 영향으로 장제스가 이끄는 중화민국 국민정부는 1949년 5월 20일을 기해 타이완 성 계엄령(중국어: 臺灣省戒嚴令)을 발포하였으며, 1987년 7월 15일 장징궈 총통에 의해 해제될 때까지 총 38년간 지속되었다. 이는 세계 역사상 가장 지속 기간이 길었던 전국계엄령으로, 지금까지도 중화민국의 정치와 사회에 광범위한 영향을 미치고 있다. 더불어 세계 역사상 가장 긴 계엄령(일부 지역 한정)은 중화민국 푸젠성의 진마 지구(중국어: 金馬地區)에서 시행된 계엄령으로, 1948년 12월 10일에 발포되어 1956년 7월부터 전지정무(戰地政務)가 실시된 이후 1992년 11월 7일까지 44년간 지속되었다.
  - 타이완 성 계엄령: 1949년 5월 20일 선포, 1987년 7월 15일 해제
  - 진마 지구 계엄령: 1948년 12월 10일 선포, 1992년 11월 7일 해제
- 중화인민공화국:
  - 1964년, 총동원령에 대비하기 위하여 상하이에서 하이난섬에 이르는 연안지역에 대한 계엄령을 선포하였다.[8]
  - 1989년 3월 7일과 5월 19일, 티베트 독립운동과 톈안먼 사건에 따라 티베트 자치구 일부 지역과 베이징 지역에 계엄령을 선포하였으며, 이 계엄령은 1990년에 해제되었다. 이후에 발생한 티베트 독립운동에 의해 2012년 1월, 티베트 자치구 일부지역에도 계엄령이 선포되었다.
- 필리핀: 1965년부터 1986년까지 대통령으로 집권하던 페르디난드 마르코스는 자신의 정책을 반대하는 정치인에 대한 탄압, 표현의 자유를 통제하기 위한 목적, 헌법(1935년 제정) 시행을 정지할 목적으로 1972년 9월 21일을 기해 계엄령을 선포하였으며, 1981년 1월에 계엄령을 해제하였다.
- 말레이시아: 1969년 5·13 사건 후 사회안정을 목적으로 선포되었으며 1971년에 해제되었다. 이 기간 동안 의회는 제 기능을 하지 못했다.
- 러시아,우크라이나: 2022년 2·24 러시아-우크라이나 전쟁으로 국가비상사태로 인하여 선포되었으며 현재 진행 중이다.

## 같이 보기
- 국군기무사령부 계엄령 준비 사건
- 비상사태